# Stadion żużlowy w Grudziądzu
Venture Industries Arena – stadion żużlowy w Grudziądzu, w Polsce. Może pomieścić 8000 widzów. Obiekt użytkowany jest przez żużlowców klubu GKM Grudziądz. Długość toru wynosi 355 m, jego szerokość na prostych to 10,5 m, a na łukach 16,8 m.
Obiekt został otwarty w 1967 roku. Początkowo nie odbywało się na nim wiele zawodów. W 1977 roku w Grudziądzu powstała sekcja klubu Stal Toruń i odtąd stadion regularnie gości żużlowe zmagania ligowe. W 1979 roku drużyna ta usamodzielniła się, tworząc GKM Grudziądz. Dawniej wewnątrz toru mieściło się boisko piłkarskie, na którym występowali piłkarze klubu Stomil Grudziądz. Po jego likwidacji w miejsce boiska utworzono mini-tor żużlowy. W 2012 roku zamontowane zostało oświetlenie toru. Na przełomie lat 2014 i 2015 przebudowano północny fragment wschodniej trybuny. W latach 2015–2016 przebudowano pozostałe sektory tej trybuny oraz trybuny za południowym łukiem, a na przełomie 2017 i 2018 roku wyremontowano trybunę po zachodniej stronie i wybudowano nową wieżyczkę sędziowską. Na przełomie 2019 i 2020 roku przebudowano z kolei tor żużlowy, instalując odwodnienie liniowe i skracając go z 379 do 355 m. Podczas pierwszych zawodów w 2020 roku Artiom Łaguta ustanowił nowy rekord toru, który od 23 czerwca wynosi 64,97 sekundy. Od 2024 r. ze względów marketingowych również jako Venture Industries Arena, sponsorem tego stadionu jest firma odlewnicza Venture Industries.